# Мирољуб Лешо
Мирољуб Лешо (Београд, 27. јун 1946 — Београд, 5. март 2019) био је југословенски и српски глумац.

## Биографија и каријера
Лешо је рођен 1946. године у Београду, одрастао је на Звездари, а од раног детињства желео је да постане глумац. Као седамнаестогодишњак примљен је у Драмски студио Српског народног позоришта Новом Саду, у класи Дејана Мијача.
По завршетку глумачке школе, Лешо се преселио у Шабац где је постао члан ансамбла локалног позоришта, 1965. године. Био је члан Истарског народног позоришта, а након тога враћа се у родни Београд, где је приступио ансамблу Народном позоришту.
Први филмску улогу имао је 1968. године у филму Бекства, где је глумио робијаша, заједно са Миланом Гутовићем, Јосифом Татићем и Драганом Зарићем, који су такође били дебитанти.
Наредних година Лешо је глумио у Народном позоришту у Београду, а 1972. године добио је улогу у филму Сутјеска. Након тога имао је улоге у филмовима Бомбаши, ТВ серији Камионџије, филму Кичма, као и епизодне роле у серијама Капелски кресови и Отписани. Као негативац дебитовао је улогом немачког војника у филму Девојачки мост. Широј јавности био је познат по улози Петра Маљевића у ТВ серији Салаш у Малом Риту.
Његова супруга Гиза Молдвај, такође је била глумица.
Живео је у београдском насељу Карабурма, а преминуо је 5. марта 2019. године у Београду.

## Улоге
| Год.       | Назив                                | Улога                          |
| ---------- | ------------------------------------ | ------------------------------ |
| 1960-е     |                                      |                                |
| 1968.      | Бекства                              |                                |
| 1970-е     |                                      |                                |
| 1972.      | Камионџије                           | Милан Качавенда                |
| 1973.      | Сутјеска                             | Боро                           |
| 1973.      | Димитрије Туцовић                    |                                |
| 1973.      | Со                                   | Баја                           |
| 1973.      | Паја и Јаре                          | Милан Качавенда                |
| 1973.      | Бомбаши                              | рањени партизан                |
| 1974.      | Капелски кресови                     |                                |
| 1975.      | Ђавоље мердевине                     |                                |
| 1975.      | Синови                               | Свештеник                      |
| 1975.      | Кичма                                | Павлов друг из мото клуба      |
| 1975.      | Доктор Младен                        | Раде                           |
| 1975.      | Салаш у Малом Риту (ТВ серија)       | Пера Маљевић                   |
| 1975.      | Зимовање у Јакобсфелду               | Пера Маљевић                   |
| 1975.      | Отписани                             | Славко                         |
| 1976.      | Салаш у Малом Риту (филм)            | Пера Маљевић                   |
| 1976.      | Лепше од снова (ТВ)                  | Марко                          |
| 1976.      | Девојачки мост                       | „Баварац”                      |
| 1977.      | Анчика Думас                         | милиционер                     |
| 1977.      | Поробџије                            |                                |
| 1977.      | Пас који је волео возове             |                                |
| 1977.      |                                      | Персеус                        |
| 1978.      | У предаху                            |                                |
| 1978.      | Размена                              | „Баварац”, немачки војник      |
| 1978.      | Бошко Буха (ТВ серија)               | Бата                           |
| 1978.      | Бошко Буха                           | Бата                           |
| 1978.      | Судбине                              |                                |
| 1978.      | Пуцањ у шљивику преко реке           | Радованов отац                 |
| 1979.      | Њен пријатељ Филип (ТВ)              |                                |
| 1980-е     |                                      |                                |
| 1980.      | Плажа                                |                                |
| 1980.      | Хајдук                               | Жандарм Гвозден Крстовић       |
| 1980.      | Снови, живот, смрт Филипа Филиповића | Лазар Манојловић               |
| 1981.      | Кумови                               |                                |
| 1981.      | Берлин капут                         | Аврам                          |
| 1981.      | Пад Италије                          |                                |
| 1981.      | Краљевски воз                        | машиновођа                     |
| 1981.      | Последњи чин                         | Будимир Гајић                  |
| 1981.      | Нека друга жена                      |                                |
| 1981.      | Светозар Марковић                    |                                |
| 1982.      | Залазак сунца                        | Стева „Коњ“                    |
| 1982.      | Прогон                               | Живин пријатељ у белој кошуљи  |
| 1982.      | Тројански коњ                        | Домобрански поручник Куслан    |
| 1982.      | Мирис дуња                           | Боро                           |
| 1982.      | Савамала                             | Лампасов друг                  |
| 1982.      | Венеријанска раја                    | Грбави                         |
| 1983.      | Маховина на асфалту                  | Радиша                         |
| 1983.      | Переат                               |                                |
| 1983.      | Сумрак                               |                                |
| 1983.      | Дани Авној-а (ТВ мини серија)        | Поп Влада Зечевић              |
| 1984.      | Крај рата                            | Јозо                           |
| 1984.      | Бањица (ТВ серија)                   | логораш                        |
| 1984.      | Војници                              | капетан                        |
| 1984.      | Љубав                                |                                |
| 1985.      | Солдатска балада                     |                                |
| 1985.      | Кво вадис?                           | Ефрем                          |
| 1985.      | Брисани простор                      | Мика Дали                      |
| 1985.      | Црвени и црни                        | Рудар                          |
| 1985.      |                                      | Макс                           |
| 1986.      | Дивљи ветар                          | Окати                          |
| 1987.      | Резервисти                           |                                |
| 1987.      | Место сусрета Београд                | Зарић, Ненадов брат            |
| 1987.      | Waitapu                              | Марко                          |
| 1987.      | Криминалци                           | Милиционер на пријему у затвор |
| 1987.      | Вук Караџић                          |                                |
| 1987.      | Бољи живот                           | Станко Марјановић              |
| 1987.      | Бољи живот: Новогодишњи специјал     | Станко Марјановић              |
| 1988.      | Портрет Илије Певца                  | Радуле                         |
| 1988.      | Четрдесет осма — Завера и издаја     | генерал Отмар Креачић          |
| 1989.      | Иза врата 3                          | железничар                     |
| 1990-е     |                                      |                                |
| 1990.      | Иза зида (ТВ)                        | учитељ                         |
| 1992.      | Коју игру играш (ТВ)                 |                                |
| 1992.      | Булевар револуције                   | таксиста                       |
| 1993.      | Тесла (ТВ филм)                      |                                |
| 1994.      | Вуковар, једна прича                 | пљачкаш                        |
| 1994.      | Голи живот                           | гост на слави 1                |
| 1995.      | Трећа срећа                          | свештеник 2                    |
| 1995.      | Крај династије Обреновић             |                                |
| 1995.      | Пакет аранжман                       | продавац гитара                |
| 1996.      | Горе доле                            | Аврамов стари компањон         |
| 1997.      | Птице које не полете                 | ловокрадица                    |
| 2000-е     |                                      |                                |
| 2002.      | Држава мртвих                        | пијанац 1                      |
| 2002.      | Мртав ’ладан                         | гробар                         |
| 2003.      |                                      |                                |
| 2003.      | Живот је марш                        |                                |
| 2004.      | Трагом Карађорђа                     | Прота Алекса Лазаревић         |
| 2005.      | Кошаркаши                            |                                |
| 2006.      | Затамњење                            | Богхера                        |
| 2007.      | Позориште у кући                     | службеник                      |
| 2007.      | Вратиће се роде                      | поштар                         |
| 2008—2009. | Горки плодови                        | Обрадов комшија/пијанац        |
| 2010-е     |                                      |                                |
| 2010.      | Крик (кратки филм)                   | Антон                          |
| 2011.      | Игра истине (ТВ серија)              | скитница са удицама            |
| 2016.      | Јесен самураја                       | тренер                         |
| 2016.      | Слепи путник на броду лудака         | отац Прита                     |
| 2016.      | Процеп                               | старији човек                  |
| 2017.      | Изгредници                           | клошар                         |
| 2017.      | Сенке над Балканом                   | руски свештеник                |
| 2018.      | Немањићи - рађање краљевине          | Радоје                         |
| 2018.      | Ургентни центар                      | Боби                           |
| 2019.      | Шифра Деспот                         | Чича                           |